# Marie-Clémentine Sobieska
Pour les articles homonymes, voir Sobieska.
Marie-Clémentine Sobieska (en polonais : Maria Klementyna Sobieska), née le 18 juillet 1702 à Ohlau et morte le 18 janvier 1735 à Rome, est une princesse polonaise, petite-fille du roi Jean III Sobieski, épouse de Jacques François Stuart, mère de Charles Édouard Stuart et du cardinal Henri Stuart.

## Biographie
Fille de Jacques-Louis-Henri Sobieski, fils du roi de Pologne Jean III Sobieski, et d’Edwige-Élisabeth-Amélie de Neubourg, elle naît le 18 juillet 1702 à Ohlau en Silésie, alors rattachée au Royaume de Bohême et aujourd'hui polonaise.
Avec son époux Jacques François Stuart, qu'elle a épousé le 3 septembre 1719, elle s'établit à Rome où son parrain, le pape Clément XI, lui a offert le palais Muti ainsi qu'un manoir dans les environs d'Albano (Latium) et des apanages de 12 000 couronnes prélevés sur la dîme. Après la naissance de son fils cadet en 1725, Marie-Clémentine se sépare de son mari en l'accusant d'infidélité et en raison d'un différend sur l'éducation de leur fils aîné ; elle se retire dans un premier temps au couvent Sainte-Cécile de Rome. Elle reste séparée de son mari, s'installe au palais Muti, et s'adonne aux œuvres de charité ; elle décède deux ans plus tard, le 18 janvier 1735. 
Elle reçoit les honneurs de funérailles royales à la basilique Saint-Pierre à Rome. Clément XII demande la création d'un monument. Benoît XIV commande à Pietro Bracci (1700–1773) la sculpture du monument dans la basilique Saint-Pierre.

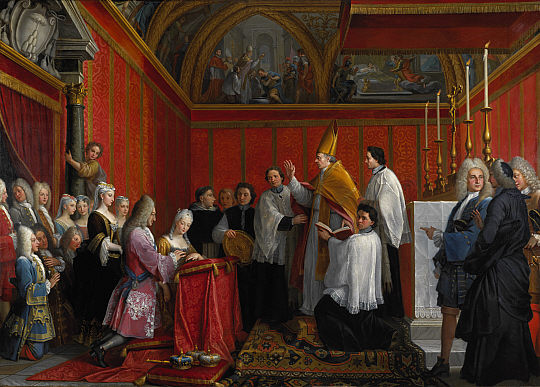
Agostino Masucci, Mariage de Jacques François Stuart et de Marie-Clémentine Sobieska, huile sur toile, 1735, Scottish National Portrait Gallery.

### Mariage et descendance
Elle épouse Jacques François Stuart au palais épiscopal de Montefiascone à Rome le 3 septembre 1719. Ils ont deux fils :
- Charles Édouard Louis Jean (1720-1788), dit Bonnie Prince Charlie, prétendant des Stuart aux couronnes anglaise et écossaise sous le nom de Charles III.
- Henri Benoît Marie Clément (1725-1807), cardinal, prétendant aux couronnes anglaise et écossaise sous le nom d'Henri IX.

## Honneurs
- 3 mai 1713 :  Noble Dame de l'ordre impérial de la Croix étoilée; par ordonnance d'Éléonore de Neubourg, impératrice du Saint-Empire.

## Galerie

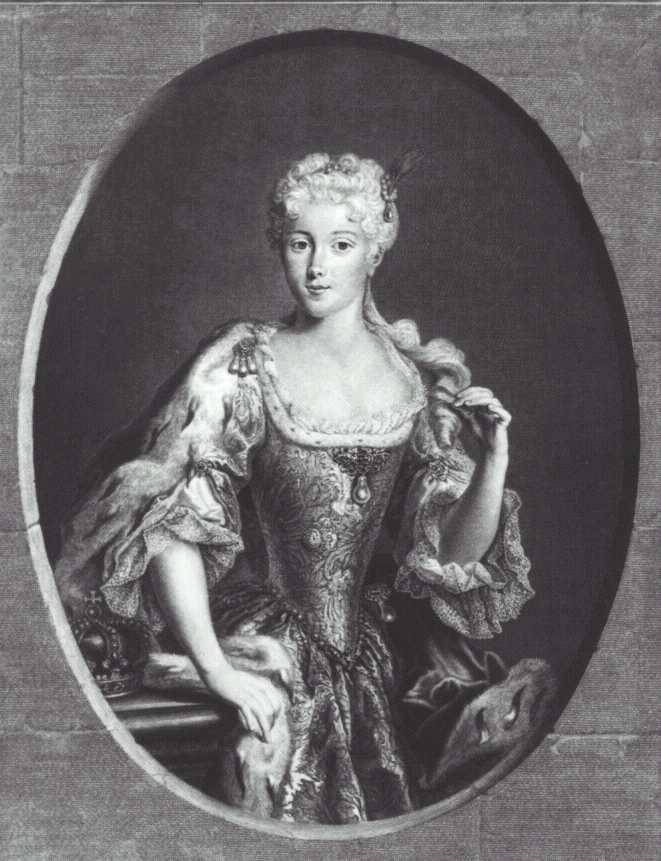
Pierre Imbert Drevet, Marie-Clémentine Sobieska, gravure, 1723-1730.
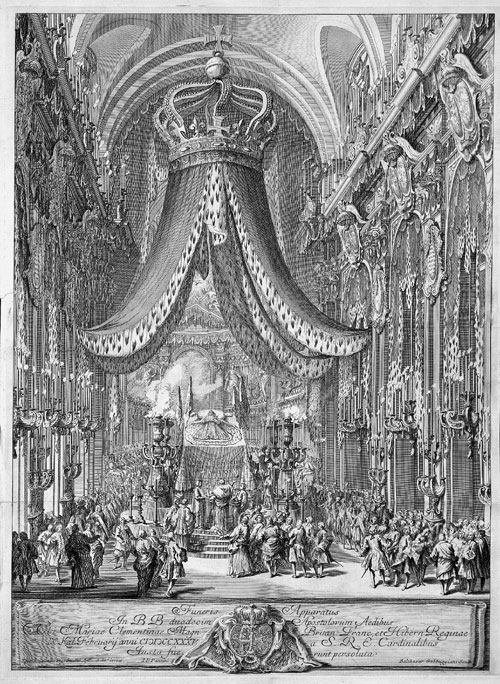
Baldassare Gabbuggiani, Pompe funèbre de Marie-Clémentine Sobieska à la Basilique des Saints-Apôtres de Rome, gravure, 1736.
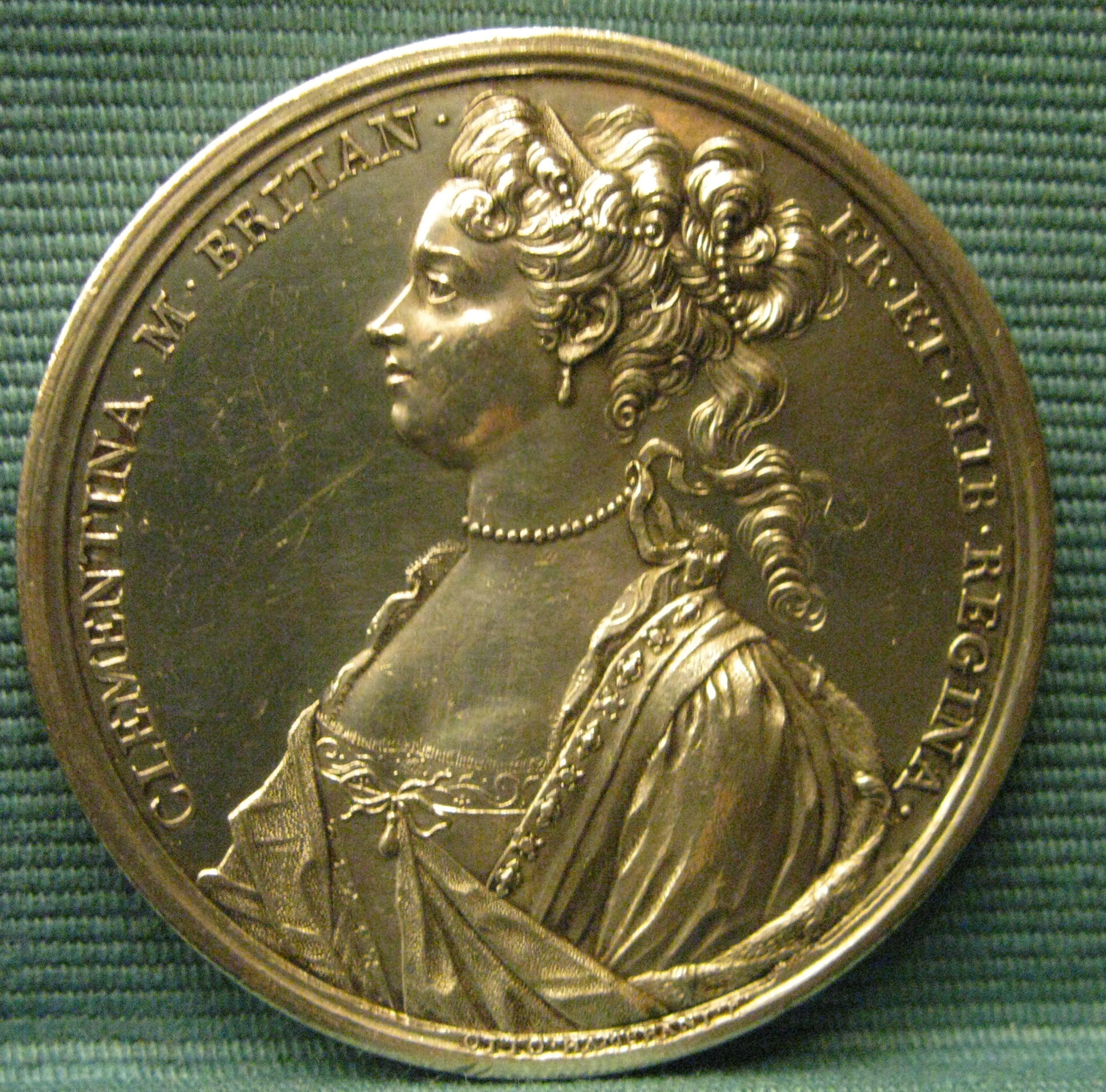
Médaille commémorative de Maria Clémentina en 1719.
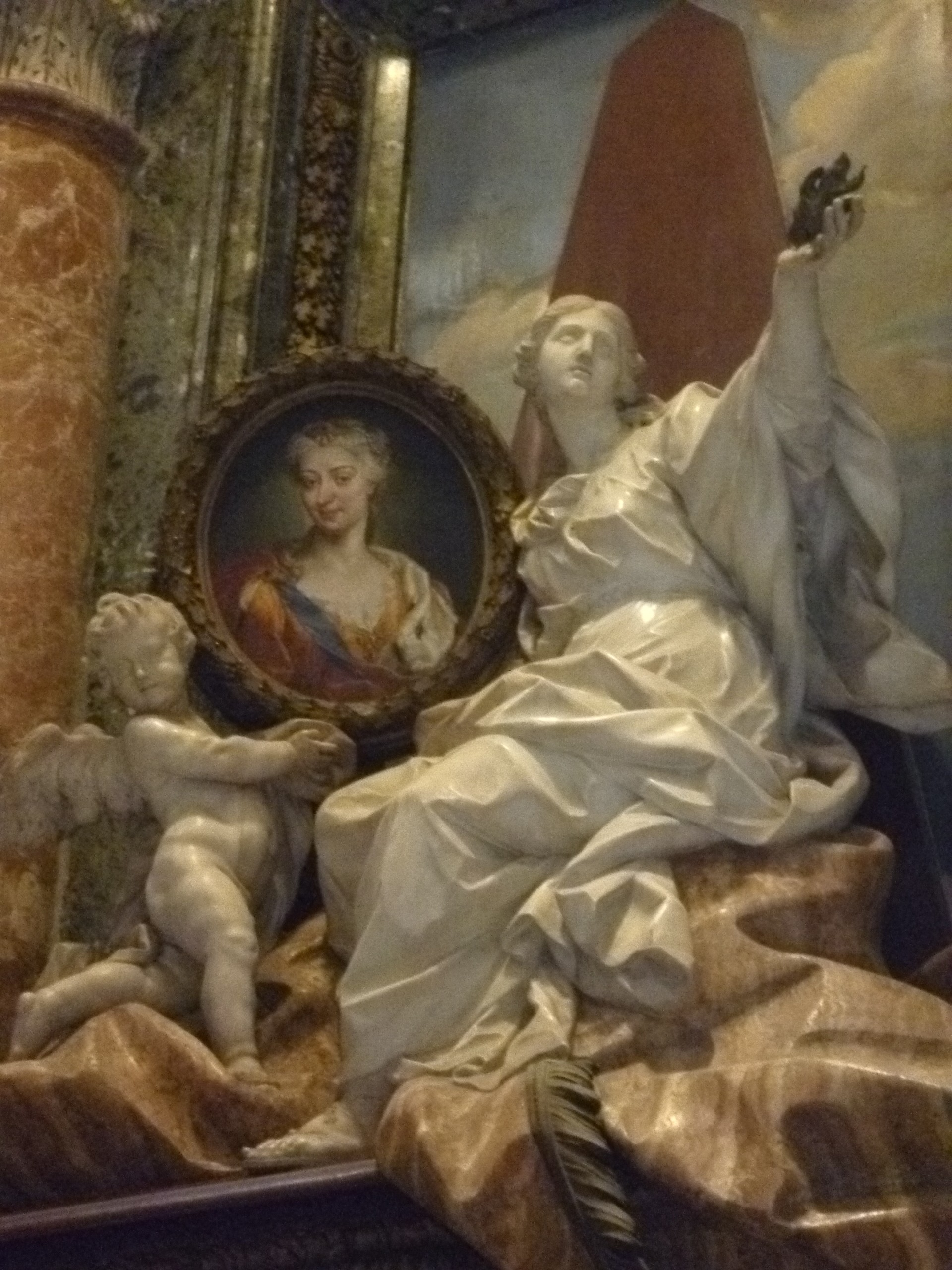
Détail du tombeau à Saint Pierre de Rome.